# Poliolimnas
Poliolimnas is een geslacht van vogels uit de familie Rallen, koeten en waterhoentjes (Rallidae). Het geslacht is monotypisch. De enige soort is:
- Poliolimnas cinereus  – Wenkbrauwral